# Уряд Республіки Конго
Уряд Республіки Конго — вищий орган виконавчої влади Республіки Конго.

## Голова уряду
- Прем'єр-міністр — Клеман Муамба (фр. Clément Mouamba).
- Державний міністр і голова цивільного кабінету — Фірмен Аєсса (фр. Firmin Ayessa).
- Заступник прем'єр-міністра у внутрішніх справах, децентралізації та місцевого врядування — Шарль Нгамфуму (фр. Charles Ngamfoumou).
- Заступник прем'єр-міністра у справах цифрової економіки та планування — Бенуа Баті (фр. Benoit Baty).
- Заступник прем'єр-міністра у справах зносин з парламентом — Дінь Ельвіс Цаліссан Окомбі (фр. Digne Elvis Tsalissan Okombi).

## Кабінет міністрів
Склад чинного уряду подано станом на 7 червня 2016 року.
| Логотип | Міністерство                                                                    | Міністр                                                                        | Фото | Час на посаді | Час на посаді | Партія | Партія | Вебсайт |
| ------- | ------------------------------------------------------------------------------- | ------------------------------------------------------------------------------ | ---- | ------------- | ------------- | ------ | ------ | ------- |
|         | Міністерство будівництва і міського планування                                  | Клод Альфонс Нсілу (Claude Alphonse Nsilou)                                    |      |               |               |        |        |         |
|         | Міністерство вищої освіти                                                       | Бруно Жан Рішар Ітуа (Bruno Jean Richard Itoua)                                |      |               |               |        |        |         |
|         | Міністерство внутрішніх справ, децентралізації та місцевого розвитку            | Раймон Зефірен Мбулу (Raymond Zephirin Mboulou)                                |      |               |               |        |        |         |
|         | Міністерство гірничої промисловості й геології                                  | П'єр Оба (Pierre Oba)                                                          |      |               |               |        |        |         |
|         | Міністерство державної служби і реформ                                          | Анж Еме Бінінга (Ange Aime Bininga)                                            |      |               |               |        |        |         |
|         | Міністерство економіки, промислового розвитку та підтримки приватного сектора   | Жільбер Ондонго (Gilbert Ondongo)                                              |      |               |               |        |        |         |
|         | Міністерство енергетики і водних ресурсів                                       | Серж Блез Зоніаба (Serge Blaise Zoniaba)                                       |      |               |               |        |        |         |
|         | Міністерство зв'язку та медіа                                                   | Т'єррі Мунгалла (Thierry Moungalla)                                            |      |               |               |        |        |         |
|         | Міністерство земельних ресурсів і державної власності                           | Парфе Еме Куссуд Мавунгу (Parfait Aime Coussoud Mavoungou)                     |      |               |               |        |        |         |
|         | Міністерство закордонних справ, співробітництва і конголезької діаспори         | Жан-Клод Гакоссо (Jean-Claude Gakosso)                                         |      |               |               |        |        |         |
|         | Міністерство інфраструктури                                                     | Жозе-Родріг Нгуонімба (Josue-Rodrigue Ngouonimba)                              |      |               |               |        |        |         |
|         | Міністерство культури і мистецтв                                                | Леонідас Карель Моттом Мамоні (Leonidas Carel Mottom Mamoni)                   |      |               |               |        |        |         |
|         | Міністерство лісового господарства, сталого розвитку та екології                | Розалі Матондо (Rosalie Matondo)                                               |      |               |               |        |        |         |
|         | Міністерство малого і середнього бізнесу, ремісництва та інформаційного сектору | Івон Аделаїд Мугані (Yvonne Adelaide Mougany)                                  |      |               |               |        |        |         |
|         | Міністерство молоді та громадської освіти                                       | Дестіне Ермела Дукага (Destinée Ermela Doukaga)                                |      |               |               |        |        |         |
|         | Міністерство науки і технічних інновацій                                        | Елло Матсон Мампуя (Hellot Matson Mampouya)                                    |      |               |               |        |        |         |
|         | Міністерство нафтової промисловості                                             | Жан-Марк Тістер Чикая (Jean-Marc Thystere Tchicaya)                            |      |               |               |        |        |         |
|         | Міністерство оборони                                                            | Шарль Рішар Монджо (Charles Richard Mondjo)                                    |      |               |               |        |        |         |
|         | Міністерство охорони здоров'я і народонаселення                                 | Жаклін Лідія Міколо (Jacqueline Lydia Mikolo)                                  |      |               |               |        |        |         |
|         | Міністерство планування, статистики і регіональної інтеграції                   | Інгрід Ольга Ебука Бабакас (Ingrid Olga Ebouka Babakas)                        |      |               |               |        |        |         |
|         | Міністерство початкової і середньої освіти та писемності                        | Анатоль Колліне Макоссо (Anatole Collinet Makosso)                             |      |               |               |        |        |         |
|         | Міністерство пошти і телекомунікацій                                            | Леон Жюст Ібомбо (Leon Juste Ibombo)                                           |      |               |               |        |        |         |
|         | Міністерство праці та соціального забезпечення                                  | Еміль Уоссо (Emile Ouosso)                                                     |      |               |               |        |        |         |
|         | Міністерство соціального забезпечення, гуманітарних акцій і солідарності        | Антуанетт Дінга Джондо (Antoinette Dinga Djondo)                               |      |               |               |        |        |         |
|         | Міністерство спеціальних економічних зон                                        | Ален Акуала Атіпо (Alain Akouala Atipault)                                     |      |               |               |        |        |         |
|         | Міністерство спорту                                                             | Альфред Леон Опімба (Alfred Leon Opimbat)                                      |      |               |               |        |        |         |
|         | Міністерство сільського і рибного господарств                                   | Анрі Джомбо (Henri Djombo)                                                     |      |               |               |        |        |         |
|         | Міністерство територіального управління і великих проектів                      | Жан Жак Буя (Jean Jacques Bouya)                                               |      |               |               |        |        |         |
|         | Міністерство технічної і професійної освіти та зайнятості                       | Нісефор Антоні Тома Філла Сент Ед (Nicephore Antoine Thomas Fylla Saint Eudes) |      |               |               |        |        |         |
|         | Міністерство торгівлі та справ споживачів                                       | Ландрі Елож Колелас (Landry Euloge Kolelas)                                    |      |               |               |        |        |         |
|         | Міністерство транспорту, цивільної авіації та торгового флоту                   | Жільбер Мококі (Gilbert Mokoki)                                                |      |               |               |        |        |         |
|         | Міністерство туризму і відпочинку                                               | Арлетт Судан Ноно (Arlette Soudan Nonault)                                     |      |               |               |        |        |         |
|         | Міністерство у справах жінок                                                    | Інес Бертіль Нефер Інгані (Ines Bertille Nefer Ingani)                         |      |               |               |        |        |         |
|         | Міністерство фінансів і бюджету                                                 | Калікст Ганонго (Calixte Ganongo)                                              |      |               |               |        |        |         |
|         | Міністерство юстиції, прав людини і підтримки корінних народів                  | П'єр Мабіала (Pierre Mabiala)                                                  |      |               |               |        |        |         |